# The Beatles (No. 1)
The Beatles (No. 1) è il terzo EP dei Beatles pubblicato il 1º novembre 1963.

## Storia
L'EP venne fatto uscire solo in versione mono, con il numero di catalogo Parlophone GEP 8883. Contiene brani tratti dal primo album del gruppo, Please Me Please Me.

## Copertina
La foto di copertina proviene dallo stesso servizio fotografico dell'album Please Me Please Me ed è opera di Angus McBean che fornì le immagini per l'album in questione e per la raccolta 1962-1966.

## Tracce
Lato A
1. I Saw Her Standing There – 2:55 (Lennon-McCartney)
2. Misery – 1:47 (Lennon-McCartney)

Lato B
1. Anna (Go to Him) – 2:54 (Arthur Alexander)
2. Chains – 2:23 (Gerry Goffin, Carole King)

## Musicisti
- George Harrison — chitarra solista, voce
- John Lennon — voce, chitarra ritmica
- Paul McCartney — voce, basso
- Ringo Starr — batteria, percussioni

## Classifiche
È entrato nelle classifiche il 9 novembre 1963, ed è rimasto nelle classifiche per 29 settimane. La sua più alta posizione è stata la seconda.